# Hercegnővédelmi program
A Hercegnővédelmi Program (eredeti cím: Princess Protection Program) 2009-es amerikai  televíziós film a Disney Channel eredeti produkciójában. A forgatókönyvet David Morgasen és Annie DeYoung írta, Allison Liddi-Brown rendezte, a zenéjét John Van Tongeren szerezte, a producer Danielle Weinstock és Douglas Sloan, a főszerepekben Demi Lovato és Selena Gomez látható.
Amerikában 2009. június 26-án mutatták be a Disney Channel-en.

## Történet
Rosalinda Maria Montoya Foire, Costa Luna hercegnője, a koronázására készül. Kane tábornok, a szomszédos ország diktátora, a koronázás alatt ügynökeivel beszivárog a palotába, és megpróbálja megölni a hercegnőt. Joe Mason ügynök azt a megbízást kapja, hogy védje meg a hercegnőt, ezért saját otthonába viszi. Ezután a tábornok elfogja Rosalinda édesanyját, Sophia királynőt. Joe otthonában a hercegnő megismerkedik Carterrel, az ügynök lányával. Később Rosie a gólyabál királynője lesz.

## Szereplők
| Szereplő                            | Színész              | Magyar hang     |
| ----------------------------------- | -------------------- | --------------- |
| Rosalinda hercegnő / Rosie Gonzalez | Demi Lovato          | Györfi Anna     |
| Carter Mason                        | Selena Gomez         | Szabó Zselyke   |
| Ed                                  | Nicholas Braun       | Baráth István   |
| Igazgatónő                          | Molly Hagan          | Kubik Anna      |
| Magnus Kane tábornok                | Johnny Ray Rodríquez | Varga Gábor     |
| Chelsea Barnes                      | Jamie Chung          | Sánta Annamária |
| Brooke Angels                       | Samantha Droke       | Sallai Nóra     |
| Donny                               | Robert Adamson       | Moser Károly    |
| Bull                                | Kevin G. Schmidt     | Gacsal Ádám     |
| Helen                               | Dale Dickey          | Illyés Mari     |
| Sophia királynő                     | Sully Diaz           | Keönch Anna     |
| Joe Mason                           | Tom Verica           | Rosta Sándor    |
| Mr. Elegante                        | Ricardo Alvarez      | Pipó László     |
| Burkle igazgató                     | Brian Tester         | Fekete Zoltán   |
| Érsek                               | Ramon Saldana        | Orosz István    |
| Margaret                            | Talia Rothenberg     | Csuha Bori      |

## Filmzene
| Cím                      | Előadó                     |
| ------------------------ | -------------------------- |
| „One and the Same”       | Selena Gomez & Demi Lovato |
| „Is It Just Me”          | Kari Kimmel                |
| „The Girl Can't Help It” | Mitchel Musso              |
| „Two Worlds Collide”     | Demi Lovato                |
| „Saturdays and Sundays”  | KSM                        |

## Fordítás
- Ez a szócikk részben vagy egészben  a   Princess Protection Program című angol Wikipédia-szócikk fordításán alapul.  Az eredeti cikk szerkesztőit annak laptörténete sorolja fel. Ez a jelzés csupán a megfogalmazás eredetét és a szerzői jogokat jelzi, nem szolgál a cikkben szereplő információk forrásmegjelöléseként.